# قائمة أعمال أحمد ماهر
هذه قائمة بمعظم أعمال التي شارك بها أحمد ماهر حسب موقع السينما 

## أعمال

### أفلام
| - زمن أبو الدهب:2014 - ظاظا:2006-وزير الدفاع - ناصر 56:1996-محمود يونس - من أطلق هذه الرصاصة:1995 - ليل ورجال:1993-الحاج احمد عبد الباري - شمس الزناتي:1991-عبده قرانص - المساطيل:1991-عزت إبراهيم - حلاوة الروح:1990-عباس الزنفلي | - غابة من الرجال:1987-ممدوح إسماعيل السلحدار - سفاح كرموز:1987-مدحت - مهمة صعبة جدا:1987-كمال - المخبر:1986 - الأرملة العذراء:1986-مصطفى - تحت السطح الهادي:1985-عاصم - السطوح:1984-عبده - جدعان باب الشعريه:1983-الضابط | - الذئاب:1983-ضابط البوليس - القفل:1982 - انهيار:1982 - انتخبوا الدكتور سليمان عبدالباسط:1981-الرائد أحمد نديم - مين يجنن مين؟:1981-فريد - حبيبي دائمًا:1980-أنور خطيب كوثر - شعبان تحت الصفر:1980-فريد إبراهيم الغطريفي - إعدام طالب ثانوي:1980-عادل البحراوي | - استقالة عالمة ذرة:1980 - الباطنية:1980 - الأخرس:1980-عادل - قاتل ما قتلش حد:1979-شوقي - أقوى من الأيام:1979 - وراء الشمس:1978 - كفاني يا قلب:1977 - الإنسان والآلة:1973 |

### مسلسلات
| - منعطف خطر - 2022 - طلقة حظ:2019-منصور - حبيب الله (ج3):2018 - السلطان والشاه:2018-القائد ميرزا - الفراجنة:2018-كبير الحرس - قضاة عظماء (ج1):2016-أبو بكر الأنصاري - ولاد السيدة:2015 - خليل الله:2015 - أوراق التوت:2015-سيدون - خلف الله:2013 - خيبر:2013-الحارث بن عوف المري - فض اشتباك:2013 - نابليون والمحروسة:2012-عبد الله الشرقاوي - حارة خمس نجوم:2012-صاحب محل الحلواني - أخت تريز:2012 - العنيدة:2011 - سقوط الخلافة:2010-النديم - أنا القدس:2010 - ماما في القسم:2010 - جنة ونار:2009 - البوابة الثانية:2009-عبد الستار - حب في الهايد بارك:2009 - المصراوية:2009-بكر - دماء ونساء:2009 - ثوره وحكايه:2008 - جدار القلب:2008 - أدهم الشرقاوي:2008-العمدة سباعي - آيات وحكايات:2007 - عسكر و حرامية:2007 - شرخ في جدار العمر:2007 - حبيب الروح:2006 - عيون تائهة:2006 - دعاة على أبواب جهنم:2006 - قلب الدنيا:2006 - أحلام عادية:2005-مهدي - الظاهر بيبرس:2005-بركة خان - أماكن في القلب:2005-حسان حسان الغمراوي - دوائر الشك:2005 - الإمام محمد عبده:2005-والد محمد عبده - ريا وسكينة:2005-عرابي الصوامعي - مشوار امراة:2004 | - الطارق:2004-موسى بن نصير - أنوار الحكمة:2003 - الوحدة الوطنية:2003 - سيف اليقين:2002-سليمان القرمطي - اللؤلؤ المنثور:2002 - ملكة من الجنوب:2001-الخليفة المهدي - عصفور تحت المطر:2001 - هو صحيح الهوى غلاب:2001 - حواري وقصور:2001-أحمد - حديث الصباح والمساء:2001-يزيد المصري - الفتح المبين:2000-عقبة بن نافع - ألف ليلة وليلة: ضوء المكان وبدر التمام:2000-ضمضام - ليلة مقتل العمدة:2000-ابوهاني - زمن العطش:2000-عصام - عظماء في التاريخ:2000 - الابن الضال:1999 - حرث الدنيا:1999 - الشهاب:1999 - طائر في العنق:1998 - الحب قبل السيف / صقر قريش:1998-معاوية بن هشام - أوراق مصرية: 1998، 2002، 2004-المعلم بركات - رياح الشرق:1998-موسى بن أبي الغسان - أبو حنيفة النعمان:1997-أبو جعفر المنصور - السيرة الهلالية: 1997، 1998، 2001-دياب بن غانم - هوانم جاردن سيتي (ج1، 2):1997، 1998-عزمي - الأبطال (ج1، 2):1996، 1997-سليمان الحلبي - عدل الأيام:1996 - قصة مدينة:1995-عناني بيه - الفرسان:1994-جنكيز خان - هولاكو خان - أيام المنيرة:1994 - سر الأرض:1994 - السقوط في بئر سبع:1994-مدحت - ألف ليلة وليلة: معروف الإسكافي:1993-شهريار - هنادي:1993 - ذئاب الجبل:1993-دبور قريب بدري - الصمت:1993 - دموع صاحبة الجلالة:1993-جمال سالم - الوعد الحق:1993-أبو جهل - حكاية شفيقة ومتولي:1993-متولي - محمد رسول الله إلى العالم:1993 | - أيام الغياب:1992 - وداعاً قرطبة:1992 - ساعة ولد الهدى:1992 - الخطر:1991-ضيف الحلقات - تحت ظلال السيوف:1991-زفر - مواقف ساخرة:1990 - الرحاية:1989 - سنوات الصبر:1989 - حفلة على شرف تعلوب:1989 - حتى آخر جندي:1989-بيدرا - الحب في عصر الجفاف:1989-محمد بك أبو الدهب - صعاليك ولكن شعراء:1988-عمرو بن براقه - أهلا بالأحلام:1988 - رأفت الهجان: 1988، 1990، 1992-مصطفى عبد العظيم - رفاعة الطهطاوي:1987 - الذئب الأزرق:1986-العادل الأيوبي - زوجات صغيرات:1986 - أولاد آدم:1986-فؤاد - الصعود إلى القمة:1985-خالد الحداد - لا إله إلا الله (ج1، 2، 4):1985، 1986، 1988-أحمس - ابن تيمية:1985 - رسول الإنسانية:1985 - نور الدين زنكي:1984 - قبل الضياع :1984 - من قصص القران الكريم:1984 - الطاحونة (ج1):1984-سالم - حصاد الشر:1984 - عمرو بن العاص:1983-رستم فرخزاد - النور فوق يثرب:1983 - عصر الحب:1983 - أعقل زوجين في العالم:1982 - الامام البخاري:1982 - الأزهر الشريف منارة الإسلام:1982-كليبر - الكعبة المشرفة:1981-مضاض - عم حمزة:1981 - محمد رسول الله (ج1، 2، 5):1980، 1981، 1985-أوريا - الفارس العاشق:1980 - النساء يعترفن سرا:1980 - القناع الزائف:1980-كمال - رداء لرجل آخر:1980-منصور - الإمام مالك:1980-أبو جعفر المنصور | - الصقر:1979 - قلب بلا دموع:1979 - العندليب الأسمر:1979 - على هامش السيرة:1978-الملك ذو نواس - عالم غريب:1978 - مارد الجبل:1977-علي بك الكبير - الهاربان:1976 - على باب زويلة:1975 - المفسدون في الأرض:1973 - امير الشعراء احمد شوقي - لمن يغرد العندليب - الإمام محمد عبده - الفدان الأخير - شروق بلا غروب - نادي الخالدين - مجالس العرب: من مجالس هارون الرشيد - بلاد السعادة - وجاء الإسلام بالسلام - تعلوب الحبوب - عبدالرحمن بن أبي بكر - الإمام مسلم-هرثمة التميمي - أحلام مبروكة - أبو الفوارس - ولدي - قبل الضياع - مغامرات ميشو - أبو زيد والناعسة - أصيل في أرض النخيل - وقال الزمان - غزوة بدر الكبرى - اللعبة الخطرة - الفارس الملثم (ج2) - البحيرات المرة - الفارس الملثم - في قافلة الزمان - المرشدي عنتر - أصيل في السيرك الكبير-أصيل (صوتياً) - زهرة في حضن الجبل - لا شئ يهم |

### مسرحيات
| - إحنا وظروفنا:2012 - هي في حياة الرسول:2012 - سيرة الحبيب:2009 - عطيل:2005 | - لولي:1996-الضابط - ابن البلد:1987 - دول عصابة يا بابا:1982-عباس - هاملت:1978-الملك كلوديوس | - المتزوجون:1976-الحمش بيه (بعد اعتذار أحمد راتب) - المخططين:1970 - القاهرة في ألف عام:1969-جوهر الصقلي - أبو الفوارس عنترة بن شداد | - ممنوع الانتظار - مجنون ليلى - لعبة السعادة - باب الشعرية |

### سهرة تلفزيونية
| - روايح:2001 - المتهم مين:1998 - الخوف:1994 - الحقيقة:1988-ماهر - دولت فهمي التي لم يعرفها أحد:1987 - ملحمة كبريت:1985-حازم أمين | - الزائرون غاضبون - حب أقوى من الموت - وطلع البدر - في ذكرى المولد - الاخوين-مفتش المباحث / عبد الله منصور - نور النبوة | - الثأر الأبيض - حمدان جاي من السفر - قطر الندى - كيد النسا-شلبي - رجل في الظل - العاطفة المدمرة | - لا يا زوجتي - الدرس - لا يولد الحب غريبا - جيران الهنا - حكم القدر |

| \| - عين الحياة:2019 - الليث بن سعد:2018 - القرندل:2015 - قناة السويس:2015 - الطوفان:1992 - لم نعد جواري لكم:1979 - لحظة في عيونهم - عندما ينطق الجبل - رنين الصمت-يحيى \| - الصديق والطريق - المحطة الأخيرة - وتاه مني الطريق - بناة المجد - رجل فوق القمة - البحر خير وطير - إشاعة حب ديجيتال - حصاد العمر \| | - الفراجنة: 2020 - كبير الحرس - الأزهر: 2019، 2020 - (ج3، 4) - سليمان الحكيم:2018 - دكان عم فندي:2018 - حبيب الله:2016 - المسلمون والإسلام:2014-بصوته - كليم الله:2013-كبير الكهنة - بطل من الصعيد:2013 - قصص النساء في القرآن:2013-أبو لهب - علماء المسلمين:2013 | - سكين وتفاحة (نساء ودماء):2009 - الحلو مايكملش:1997 - عجايب صندوق الدنيا:1991-ضيف شرف - عروستي:1980 - صورة و30 فزورة:1978 | - الحكاية مع عمرو أديب:2018-ضيف - رامز تحت الأرض:2017-ضيف الحلقة الثامنة والعشرون - مساء الفن:2016-ضيف - فارس حول العالم:1997-ضيف |
| - عين الحياة:2019 - الليث بن سعد:2018 - القرندل:2015 - قناة السويس:2015 - الطوفان:1992 - لم نعد جواري لكم:1979 - لحظة في عيونهم - عندما ينطق الجبل - رنين الصمت-يحيى | - الصديق والطريق - المحطة الأخيرة - وتاه مني الطريق - بناة المجد - رجل فوق القمة - البحر خير وطير - إشاعة حب ديجيتال - حصاد العمر | | |